# Умалатов, Алипаша Джалалович
Алипаша́ Джала́лович Умала́тов (1 мая 1927, с. Карабудахкент, Махачкалинский округ — 21 июня 2022, Махачкала) — советский и дагестанский политический и партийный деятель, видный государственный и общественно-политический деятель Дагестана, дипломат.

## Биография
Родился 1 мая 1927 года в Карабудахкенте. По национальности — кумык.
- Председатель Совета Министров Дагестанской АССР (1967—1978)
- Депутат Верховного Совета СССР (1970—1979)
- Председатель Президиума Верховного Совета Дагестанской АССР[3] (1978—1987)
- Заместитель Председателя Президиума Верховного Совета РСФСР (1978—1987)
- Депутат Верховного Совета РСФСР (1980—1990)
- Председатель Совета старейшин РД (1998—2022)

## Награды
- Орден Почёта (11 февраля 2013 года) — за достигнутые трудовые успехи, многолетнюю добросовестную работу и активную общественную деятельность[4]
- Орден Дружбы (3 июня 2002 года) — за достигнутые трудовые успехи, многолетнюю добросовестную работу и большой вклад в укрепление дружбы и сотрудничества между народами[5]
- Орден Октябрьской Революции
- Три ордена Трудового Красного Знамени